# 柴山佳也
柴山 佳也（しばやま よしや、1956年1月16日 - ）は、日本の政治家。岐阜県加茂郡坂祝町長を務めた（2期）。

## 来歴
1976年、坂祝町役場に入庁した。教育課長などを務める。2015年4月21日告示、同年4月26日投票の坂祝町議会議員選挙で立候補し初当選した。坂祝町議会議員を1期務める。
2019年4月16日告示、同年4月21日投票の坂祝町長選挙では前職の南山宗之との一騎打ちを制し初当選した。
※当日有権者数：6,364人 最終投票率：60.51%（前回比：7.89pts）
| 候補者名 | 年齢 | 所属党派 | 新旧別 | 得票数  | 得票率 | 推薦・支持 |
| -------- | ---- | -------- | ------ | ------- | ------ | ---------- |
| 柴山佳也 | 63   | 無所属   | 新     | 1,917票 | 50.49% |            |
| 南山宗之 | 63   | 無所属   | 現     | 1,880票 | 49.51% |            |

2023年4月18日告示の坂祝町長選挙では柴山佳也以外に立候補者は無く、無投票で再選される。
病気療養のため2024年6月21日に入院し、公務への復帰が難しいため、同年7月9日に7月25日付けでの退職願を町議会議長に提出した。7月23日に退任式が行われ、7月25日に退職した。